# Fion (rivier)
De Fion is een rechtse zijrivier van de Marne in het Franse departement Marne, en behoort bijgevolg tot het stroombekken van de Seine. 
Zij is 21,3 km lang en situeert zich ten noorden van de stad Vitry-le-François.
De Fion ontspringt op het grondgebied van de gemeente Bassu en stroomt in zuidwestelijke richting, parallel met de loop van de Vière. Na Bassuet stroomt zij in noordwestelijke richting, naar Saint-Lumier-en-Champagne,  Saint-Amand-sur-Fion en Aulnay-l'Aître, om ter hoogte van La Chaussée-sur-Marne in de Marne te vloeien.
Nabij de monding kruist zij het Canal latéral à la Marne, waar zij door een regelbaar verbindingskanaal aan de watervoorziening van dat kanaal kan bijdragen.
De Fion heeft haar naam gegeven aan de gemeente Saint-Amand-sur-Fion.